# イミテイション・ゴールド〜金爆の名曲二番搾り〜
『イミテイション・ゴールド〜金爆の名曲二番搾り〜』（イミテイション・ゴールド きんばくのめいきょくにばんしぼり）は、ゴールデンボンバーのミニ・アルバム。2009年1月1日にZany Zapから発売された。

## 概要
ヴィジュアル系ではないアーティストのヒット曲をパロディ化した楽曲を集めたコンセプト・アルバム。
なお、本作が天空城団吉が参加した最後のアルバムである。

## 収録曲
| 全作詞・作曲: 鬼龍院翔、全編曲: tatsuo・鬼龍院翔。 |                       |          |            |      |
| #                                                  | タイトル              | 作詞     | 作曲・編曲 | 時間 |
| 1.                                                 | 「ANOTHER MELODY」    | 鬼龍院翔 | 鬼龍院翔   | 4:21 |
| 2.                                                 | 「TSUNAMIのジョニー」 | 鬼龍院翔 | 鬼龍院翔   | 4:55 |
| 3.                                                 | 「SAY NO」            | 鬼龍院翔 | 鬼龍院翔   | 5:23 |
| 4.                                                 | 「ultra PHANTOM」     | 鬼龍院翔 | 鬼龍院翔   | 3:49 |
| 5.                                                 | 「万の夜をこえて」    | 鬼龍院翔 | 鬼龍院翔   | 4:31 |
| 合計時間:                                          | 合計時間:             | 22:59    |            |      |

## 楽曲解説
1. ANOTHER MELODY
  - 元ネタは、GACKTの「ANOTHER WORLD」（2001年）[3]。
2. TSUNAMIのジョニー
  - 元ネタは、サザンオールスターズの「TSUNAMI」（2000年）と、桑田佳祐の「波乗りジョニー」（2001年）。

イントロは同じくサザンオールスターズの「希望の轍」（1990年）のパロディで、歌詞には桑田の出身地である「茅ヶ崎」と「江ノ島」が登場する[3]。
3. SAY NO
  - 元ネタは、CHAGE and ASKAの「SAY YES」（1991年）[3]。
4. ultra PHANTOM
  - 元ネタは、B'zの「ultra soul」（2001年）と「LOVE PHANTOM」（1995年）。

サウンド面では同じくB'zの「STAY GREEN 〜未熟な旅はとまらない〜」（2002年）のパロディも入っており、歌詞にはB'zがこれまでに発表した楽曲のタイトルも含まれている[3]。
氣志團との対バンライブシリーズ「極東ロックンロール・ハイスクール」の第22弾「～3年B組金爆先生～ 氣志團 vs ゴールデンボンバー」で披露した際には、ギターソロで喜矢武豊がB'zの松本孝弘を彷彿とさせる格好で針金にうまい棒を通して制作したギターを持って登場した[4][注釈 1]。
5. 万の夜をこえて
  - 元ネタは、Aqua Timezの「千の夜をこえて」（2006年）[3]。

## ベスト・アルバム収録
- 『ゴールデンベスト〜Pressure〜』（2010年1月6日発売）
  - TSUNAMIのジョニー
  - ultra PHANTOM

- 『The Golden Best for United States of America』（2012年6月18日発売）[7]
  - ultra PHANTOM

- 『フェスベスト』（2016年12月21日発売）[8]
  - ultra PHANTOM